# 愛がわたしを
『愛がわたしを』（あいがわたしを）は、TBS系列の『木曜座』（木曜日22:00 - 22:55）の第2作で1978年6月15日から9月21日まで放送されたテレビドラマ。大原麗子主演。全15回。
一部の資料で毎日放送（MBS）制作と紹介されている場合があるが、柳井満プロデューサーを始め多くのスタッフがTBSの社員でありこれは誤り。

## あらすじ
男性週刊誌の編集部を舞台に繰り広げられる、傷ついた過去をもつ男と女の愛を描く。

「週刊プレイガイ」編集部のグラビア担当編集者・川瀬加津子は、ヌードグラビア専門の下請けプロダクションの社長楠田浩介と愛し合っていた。だが、加津子は浩介の友人保と結婚する。幸せな結婚生活も、保が自動車事故で植物化人間になってしまい、崩れて行く。生活を支え、仕事に生きる女の心に忍び寄る愛。

## キャスト
- 川瀬加津子：大原麗子
「週刊プレイガイ」編集部のグラビア担当編集者
- 数馬：江藤潤
- 川瀬友紀：名取裕子
加津子の夫・保の妹。
- 川瀬保：大出俊
加津子の夫。自動車事故で意識不明のまま植物人間となってしまう。
- ヨナ・マツサカ：遥くらら（宝塚歌劇団）
カナダから浩介を呼びに来る女性（第6話～第8話出演）。
- 原知佐子
- 桜井センリ
- 浜田美沙：野際陽子
マリのマネージャー。
- 紺野：岡田眞澄
フリーライター。
- マリ：浅野真弓
友紀の友人。浩介に口説かれ、ヌードグラビアを披露することに。
- イサム：内堀昭晴
マリのボーイフレンド。
- 波恵子：奈美悦子
若手大物女優。
- 愛島マキ：山内恵美子
歌手。浩介に口説き落される。
- 神有介
- 川瀬ふみ：赤木春恵
保と友紀の母。
- 楠田浩介：近藤正臣
ヌードグラビア専門のプロダクション社長。「脱がし屋」と言われ、彼の口説きによってヌードグラビアを承諾した女性タレントは数多い。

## スタッフ
- 原作/脚本：小山内美江子
- プロデューサー：柳井満
- 音楽：惣領泰則
- 演出
  - 竹之下寛次（第1話、第2話、第4話、第6話、第8話、第11話、第13話、第15話）
  - 柳井満（第3話、第7話、第10話、第14話）
  - 大岡進（第5話、第9話、第12話）
- 製作：TBS

## 主題歌
- 主題歌「終りのない歌」（作詞：及川恒平、作曲：惣領泰則、編曲：惣領泰則、歌：惣領智子）

## 関連書籍
- 小山内美江子著「愛がわたしを」(集英社 1978/6)／(集英社文庫 1990/2)

## 備考
- TBSポーラテレビ小説「加奈子」「おゆき」のプロデューサー柳井満＆脚本家小山内美江子コンビによる大人のドラマ。このコンビは翌年に「3年B組金八先生」(1979年)で大ヒットをとばす。
- 当時人気の男性週刊誌のひとつ、「週刊プレイボーイ」の編集部が協力している。
- 加津子の義妹を演じる名取裕子は、この作品が4作目にして初めて現代劇ドラマのレギュラー。また、ともに小山内美江子脚本のポーラテレビ小説のヒロインだった遥くららと名取が共演している。この二人が次に共演するのは「3年B組金八先生」第1シリーズの最終回。
- 名取と恋人を演じる江藤潤とは同時期に放送していた大河ドラマ「黄金の日日」では、母と息子の関係（共演シーンはない）。当時のテレビ雑誌によれば名取を「おかあちゃん」と呼んでいたらしい。当時名取は21歳。
- 男性週刊誌編集部が舞台というストーリー上、ヌード撮影シーンが毎回のように登場した[2]。

## 前後番組
| TBS系 「木曜座」      | TBS系 「木曜座」      | TBS系 「木曜座」    |
| 前番組                | 番組名                | 次番組              |
| --------------------- | --------------------- | ------------------- |
| 華やかな孤独 ※TBS制作 | 愛がわたしを ※TBS制作 | あした泣く ※TBS制作 |